# Esperance, Washington
Esperance är en ort i Snohomish County i delstaten Washington, USA.